# Доло (провінція Венеція)

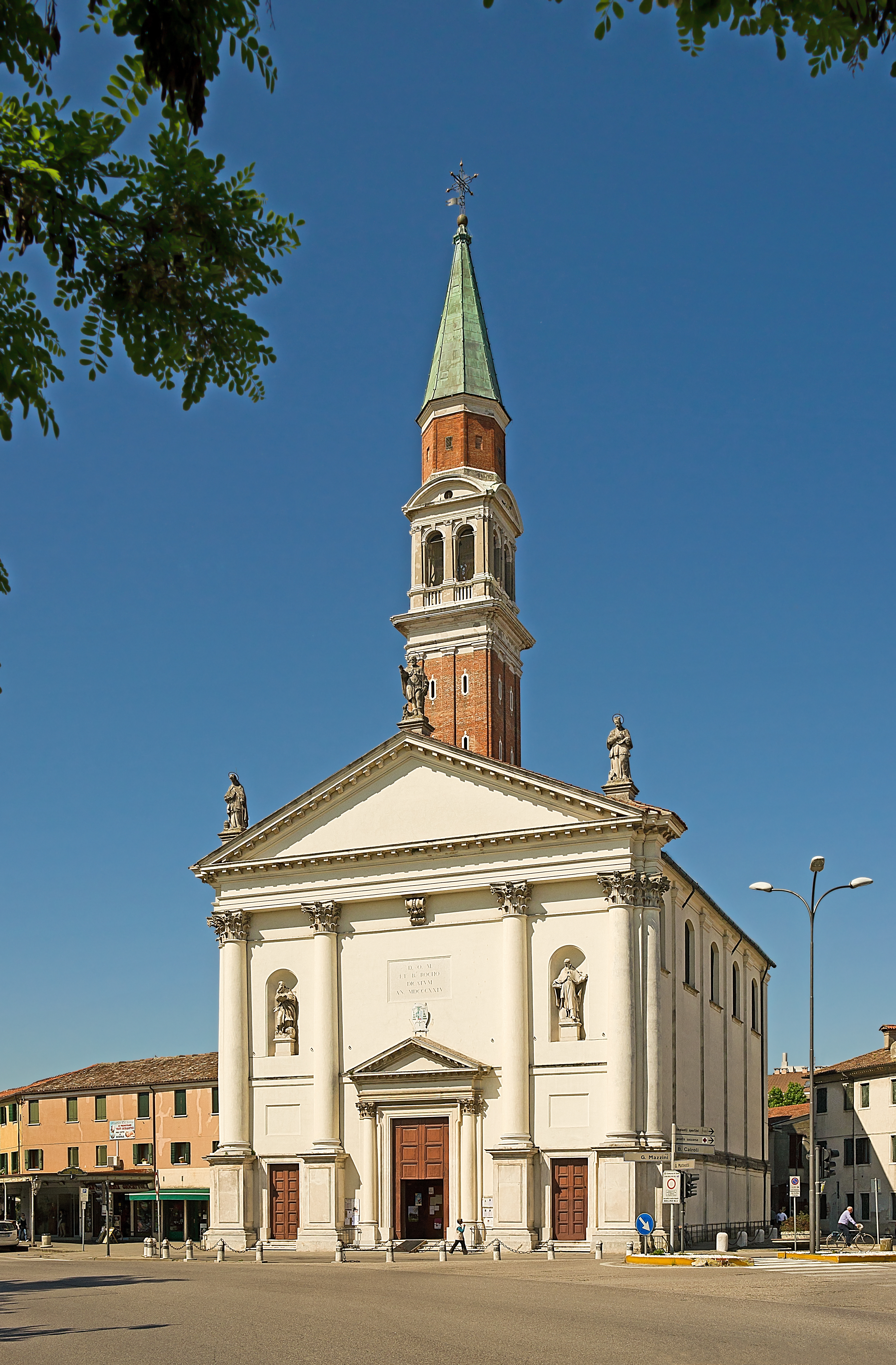
San Rocco

Доло (італ. Dolo, вен. Doło) — муніципалітет в Італії, у регіоні Венето, метрополійне місто Венеція.
Доло розташоване на відстані близько 400 км на північ від Рима, 20 км на захід від Венеції.
Населення — 15 099 осіб (2014).
Щорічний фестиваль відбувається 16 серпня. Покровитель — святий Рох.

## Демографія
Населення за роками:

Станом на 1 січня 2023 року в муніципалітеті офіційно проживало 1489 іноземців з 66 країн, серед них 655 громадян країн Євросоюзу та 62 громадяни України.

## Відомі особистості
В поселенні народився:
- Джильберто Крепакс (1890—1970) — італійський віолончеліст.

## Сусідні муніципалітети
- Кампанья-Лупія
- Кампоногара
- Фієссо-д'Артіко
- Фоссо
- Міра
- П'яніга
- Стра